# Festival international du film de Thessalonique 2015
Le festival international du film de Thessalonique 2015, la 56e édition du festival (grec moderne : 56° Φεστιβάλ Κινηματογράφου Θεσσαλονίκης), s'est tenu du 6 novembre au 15 novembre 2015.

## Jury

### Jury international
- Michèle Ray-Gavras (présidente du jury)
- Corneliu Porumboiu
- Jay Weissberg
- Elise Jalladeau
- Efthýmis Filíppou

## Palmarès

### Compétition
- Prix Theo Angelopoulos (Alexandre d'or) : Béliers de Grímur Hákonarson
- Alexandre d'argent : La Terre et l'Ombre de César Augusto Acevedo
- Alexandre de bronze : Camino a La Paz de Francisco Varone
- Meilleur réalisateur : Gabriel Ripstein pour 600 Miles
- Meilleur scénario : Les Amants de Caracas de Lorenzo Vigas
- Meilleure actrice : Devon Keller pour Petting Zoo (en)
- Meilleur acteur : Alfredo Castro pour Les Amants de Caracas